# Ostrowsko (województwo łódzkie)
Ostrowsko – wieś w Polsce położona w województwie łódzkim, w powiecie poddębickim, w gminie Uniejów, nad Wartą.

## Położenie
Ostrowsko położone jest w odległości około dwóch kilometrów od miasteczka Uniejów. Leży pomiędzy Uniejowem a Kuczkami. Wieś ma długość około półtora kilometra.

## Historia
Historia Ostrowska nie jest do końca znana. Pierwsze wzmianki pochodzą z pierwszej połowy XIII wieku. Wiadomo, że wieś została spalona w 1331 roku podczas najazdu krzyżackiego. Od XVII wieku istniał młyn, położony między obecnymi gospodarstwami rodziny Olczyków i Grabarczyków.
W latach 1975–1998 miejscowość położona była w województwie konińskim.

## Prom
We wsi funkcjonuje prom na Warcie o nazwie "Feliks". Według danych na tablicy informacyjnej ma on wyporność 10 ton i mieści jednorazowo 12 osób. Dzięki niemu rolnicy mogą łatwiej dojechać na własne ziemie po drugiej stronie Warty, w kierunku Wieścic.

## Turystyka
Wieś organizuje "Piknik sołtysów" – coroczną imprezę plenerową w dniu 15 sierpnia. Dwa razy w Ostrowsku odbył się "Turniej Wsi" – zawody między sąsiednimi wioskami.